# GnuTLS
GnuTLS je licenčně svobodná implementace rodiny protokolů SSL/TLS/DTLS sloužících k šifrování síťových spojení. Původně byla vytvářena jako součást projektu GNU, ale v roce 2012 po neshodách s Free Software Foundation oznámil hlavní vývojář, že vývoj bude dále probíhat mimo projekt GNU.
GnuTLS je licencován pod licencemi GNU GPL/GNU LGPL a tyto licence byly jedním z důvodů jeho vzniku. Programy pod licencí GNU GPL totiž nemohly být z licenčních důvodů sestaveny s etablovanou knihovnou OpenSSL. Mezi projekty, které GnuTLS používají, patří GNOME, Exim, WeeChat, Mutt, Lynx nebo CUPS.